# Petrovo (Eslovàquia)
|  | Per a altres significats, vegeu «Petrovo». |

Petrovo és un poble i municipi d'Eslovàquia. Es troba a la regió de Košice, a l'est del país. El 2017 tenia 112 habitants.

## Història
La primera referència escrita de la vila data del 1320.

## Demografia
| Godina             | 1994 | 2004   | 2014   | 2024    |
| ------------------ | ---- | ------ | ------ | ------- |
| Nombre de persones | 113  | 107    | 113    | 95      |
| Diferència         |      | −5,30% | +5,60% | −15,92% |

| Godina             | 2023 | 2024   |
| ------------------ | ---- | ------ |
| Nombre de persones | 98   | 95     |
| Diferència         |      | −3,06% |